# Missões diplomáticas da Dominica

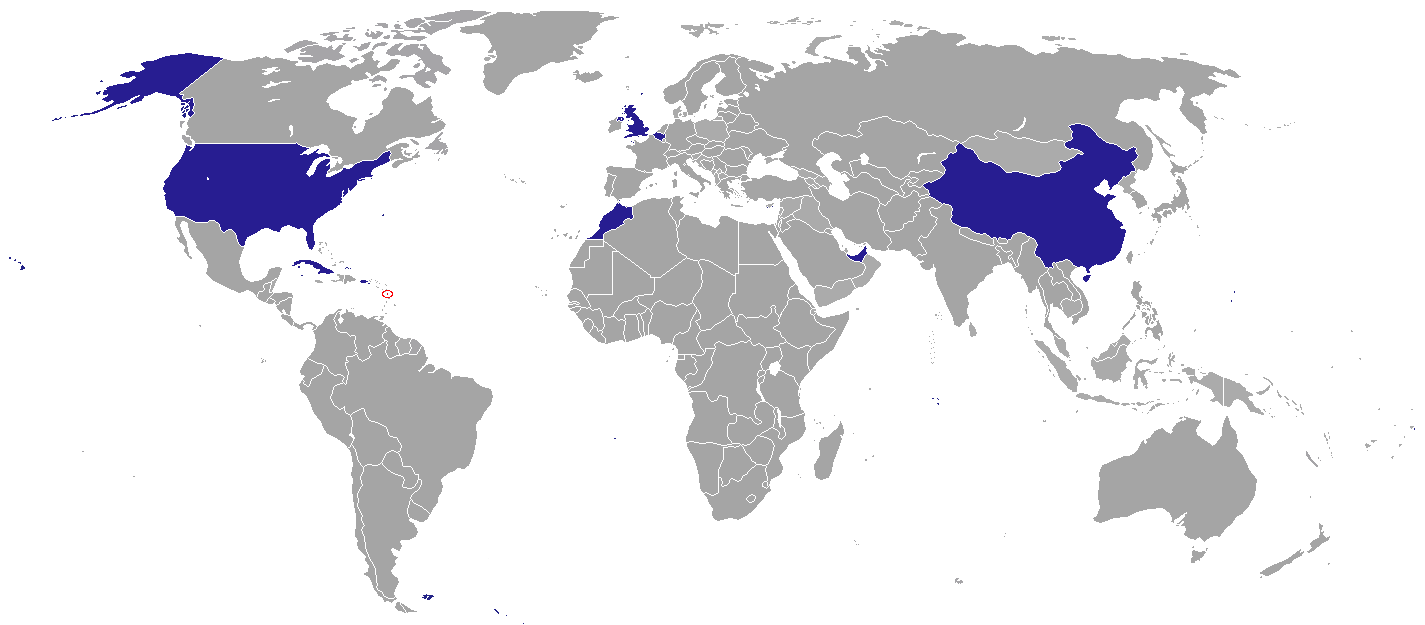
Missões diplomáticas da Dominica

Abaixo estão listadas as embaixadas e consulados da Dominica:

## América

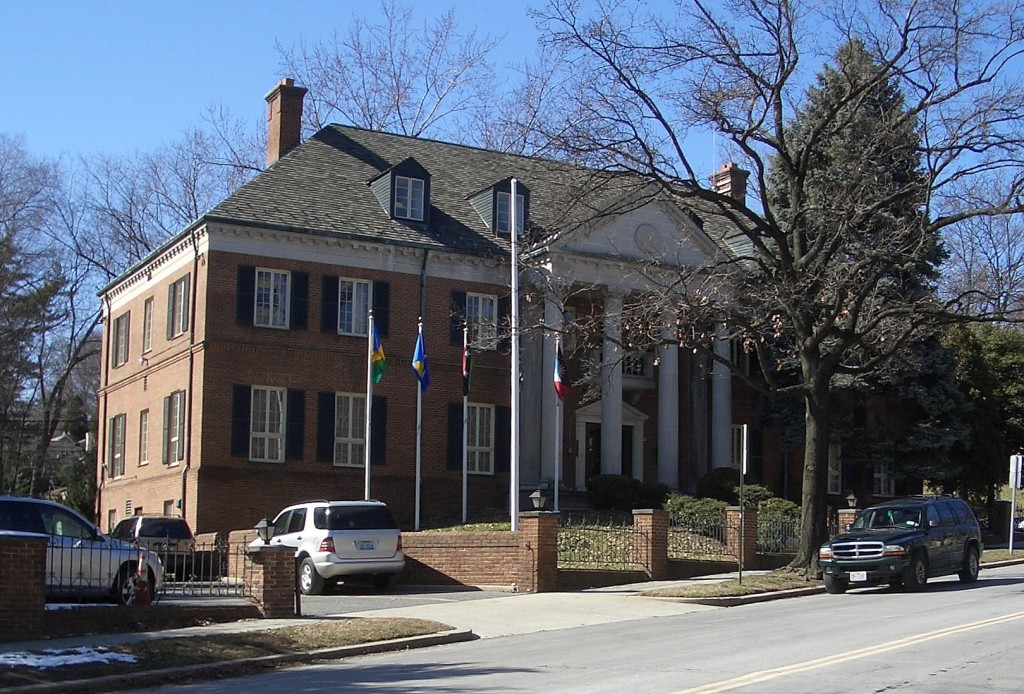
Embaixada da Dominica em Washington, DC

- Cuba
  - Havana (Embaixada)
- Estados Unidos
  - Washington, DC (Embaixada)
  - Nova Iorque (Consulado)

## Ásia
- China
  - Pequim (Embaixada)

## Europa
- Bélgica
  - Bruxelas (Embaixada)
- Reino Unido
  - London (Alta comissão)

## Organizações multilaterais
- Bruxelas (Missão ante a União Europeia)
- Nova Iorque (Missão permanente da Dominica ante as Nações Unidas)
- Washington, DC (Missão permanente da Dominica ante a Organização dos Estados Americanos)